# トーマス・ウェルシュ
トーマス・ウェルシュ（Thomas Welsh、1996年2月3日 - ）は、アメリカ合衆国のプロバスケットボール選手。ポジションはセンター。

## 来歴
カリフォルニア州トーランス出身。
UCLAから2018年のNBAドラフトにて2巡目全体58位でデンバー・ナゲッツに指名される。7月にナゲッツと2way契約を結ぶ。
しかし、ナゲッツはNBA Gリーグチームを持っていないため、ウェルシュはワシントン・ウィザーズ傘下のキャピタルシティ・ゴーゴーでプロデビューする。
10月17日、ロサンゼルス・クリッパーズ戦でNBAデビュー。
2019年1月1日、アイオワ・ウルブズに移籍。
7月30日、ナゲッツを解雇される。
8月にシャーロット・ホーネッツと契約。しかし、10月のキャンプ中に解雇され、Gリーグのグリーンズボロ・スウォームに入団。
2020-21シーズンはベルギーリーグのフィロウ・オーステンデでプレー。
2021-22シーズンは台湾P. リーグ+のニュータイペイ・キングスでプレー。
2022年、B.LEAGUEの山形ワイヴァンズに移籍。
2023年6月、レバンガ北海道に移籍。2024年2月5日、インジュアリーリストに登録される。
2025年6月、サンロッカーズ渋谷に移籍。